# Змеёв, Лев Фёдорович
Лев Фёдорович Зме́ев (известен также как Змеёв и Змиев; 1832—1901) — русский медик и библиограф

, приват-доцент медицинской академии.

## Биография
Родился 3 (15) декабря 1832 года в селе Россоши (ныне Россошки) Коротоякского уезда Воронежской губернии; происходил из дворянского рода Змеевых: родился в семье поручика Выборгского полка Фёдора Яковлевича Змеёва. Родители его рано умерли от холеры.
После учёбы в частном острогожском пансионе опекуны определили его во второй половине 1840-х годов в Воронежскую губернскую гимназию. В 1857 году со званием лекаря он окончил медицинский факультет Московского университета. В течение трёх лет изучал лекарское дело в Париже и вернувшись в Москву сдал докторский экзамен.
В 1863—1869 годах был врачом на Кавказских минеральных водах. Одновременно, состоял пятигорским и георгиевским судебным следователем. Затем состоял при медицинском департаменте. В 1873—1874 годах работал земским врачом в Коротоякском уезде, а в 1875—1876 годах снова был за границей.
В годы русско-турецкой кампании 1877—1878 гг. был ординатором в действующей армии, был главным доктором 2-го Джиджурского военно-временного госпиталя. С 1879 года был санитарным врачом Самарского губернского земства.
Степень доктора медицины получил 15 сентября 1883 года за диссертацию: «Медико-топографическое описание и статистический очерк народонаселения Бугульминского у. Самарской губ.» (М., 1883).
В 1883 году получил звание врачебного инспектора; служил при медицинском департаменте министерства внутренних дел. Читал курс лекций по истории медицины в Военно-медицинской академии.
Многие отечественные и зарубежные научные сообщества отметили его заслуги, избрав в свои почётные члены.
Змеёвым были собраны ценные исторические материалы о деятельности русских врачей, опубликованы:
- «Словарь врачей, получивших степень доктора медицины в Императорском Московском университете до 1863 года» (СПб., 1885)
- Библиографический словарь «Русские врачи — писатели» (СПб., 1886—1889)[10].

Змеёву принадлежит авторство книг: «Былое врачебной России» (СПб., 1890), «Русские врачебники. Исследование в области нашей древней врачебной письменности» (СПб., 1895) и «Чтения по врачебной истории России» (СПб., 1896).
Змеев был одним из основателей научных обществ русских врачей в Москве, Санкт-Петербурге и Пятигорске; являлся почётным членом ряда зарубежных медицинских обществ.
Также им была напечатана статья «К родословной митрополита Евгения Болховитинова» (СПб.: тип. Имп. Акад. наук, 1893. — 9 с., 1 л. табл.)
Умер 2 (15) декабря 1901 года.